# Стейнюнн Сигюрдардоуттир
Стейнюнн Сигюрдардоуттир (исл. Steinunn Sigurðardóttir; 26 августа 1950, Рейкьявик) — исландская писательница и поэтесса. В 1995 году стала лауреатом Исландской литературной премии за роман «Место сердца» (Hjartastaður).

## Биография
Стейнюнн Сигюрдардоуттир родилась 26 августа 1950 года в Рейкьявике в семье водителя грузовика Сигюрдюра Паульссона (1915—2001) и медсестры Анны Маргрьет Кольбейнсдоуттир (1920—2017).
Стейнюнн окончила Рейкьявикскую среднюю школу второй ступени (MA) в 1968 году и поступила в Дублинский университет, который окончила в 1972 году по специальности философия и психология. Вернувшись в Исландию она некоторое время работала переводчиком, журналистом и ведущей на радио и телевидении, затем путешествовала по разным местам Европы, США и Японии. С середины девяностых Стейнюнн постоянно живёт за границей — сначала в Париже, затем в Берлине.
Спутник её жизни — Торстейнн Хёйкссон, исландский композитор современной классической музыки.

## Творчество
Как поэтесса, Стейнюнн дебютировала в 1969 году со сложным модернистским сборником стихов «Sífellur», за которым последовала ещё пара более перспективных сборников в стиле неореализма —  «Þar og þá» (1971) и «Verksummerki» (1979). Её сборники рассказов «Sögur til næsta bæjar» (1981) и «Skáldsögur» (1983), социально критичны и сатирически.
Прорыв в своём творчестве Стейнюнн сделала в первом романе «Tímaþjófurinn» (1986) — оригинальной истории любви двух учителей. Интересен стиль романа, в котором смешаны стихи, письма и дневниковые записи, и показаны отношения между предметом, потерей и временем.
В новелле «Ástin fiskanna» (1993) она снова возвращается к этой теме, включая в неё элементы исландских народных сказок и мифов.
Её роман «Hjartastaur» (1995), за который она получила Исландскую литературную премию 1995 года, связан с магическим реализмом и повествует об отношениях между матерью и дочерью во время путешествия по Исландии. В этом романе Стейнюнн описывает сложные отношения между матерью, которая живёт одна, и её дочерью-подростком. В текст включены некоторые элементы путевых заметок, поскольку главные герои путешествуют по кольцевой дороге Хрингвегюр от Рейкьявика до восточных фьордов. По их горячим следам едет группа наркодилеров, разыскивающих её дочь. Это немного похоже на криминальный роман, но автора больше интересует психология отношений и описания юга Исландии и её природы.

## Произведения

### Романы
- Tímaþjófurinn (1986)
- Síðasta orðið (1990)
- Hjartastaður (1995)
- Hanami: sagan af Hálfdani Fergussyni (1997)
- Jöklaleikhúsið (2001)
- Sólskinshestur (2005)
- Góði Elskhuginn (2009)
- JóJó (2011)
- Fyrir Lísu (2012)
- Gæðakonur (2014)
- Dimmumót (2019)

### Сборники рассказов
- Sögur til næsta bæjar (1981)
- Skáldsögur (1983)
- Ástin fiskanna (1993)
- Hundrað dyr í golunni (2002)

### Сборники стихов
- Sífellur (1969)
- Þar og þá (1971)
- Verksummerki (1979)
- Kartöfluprinsessan (1987)
- Kúaskítur og norðurljós (1991)
- Hugástir (1999)
- Ljóðasafn: frá Sífellum til Hugásta (2004)
- Ástarljóð af landi (2007)
- Af ljóði ertu komin (2016)
- Að ljóði munt þú verða (2018)

### Биографии
- Ein á forsetavakt: dagar í lífi Vigdísar Finnbogadóttur (1988)
- Heiða (2016)

### Детские книги
- Frænkuturninn (1998)

## Экранизации
По мотивам романа «Tímaþjófurinn» («Вор времени») Нэнси Хьюстон написала сценарий драматического фильма «Похищенные жизни» (фр. Voleur de vie), снятого в ноябре 1997 году французским режиссёром Ивом Анжело. В главных ролях снялись Эммануэль Беар и Сандрин Боннэр. Фильм был номинирован на Золотого льва на 55-й Венецианском международном кинофестивале

## Награды и премии
Стейнюнн стала лауреатом нескольких исландских премий:
- 2016 - «Fjöruverðlaunin» — исландская женская литературная премия за книгу «Heiða - fjalldalabóndinn»
- 2014 - Премия Йоунаса Хадльгримссона
- 1995 - Исландская литературная премия за книгу «Hjartastaður»
- 1995 - «Menningarverðlaun Visa Ísland»
- 1990 - Премия Фонда писателей Гостелевидения Исландии

Также была номинирована:
- 2019 - Исландская литературная премия за книгу «Dimmumót»
- 2016 – Menningarverðlaun DV по литературе за книгу «Af ljóði ertu komin»
- 2011 – Исландская литературная премия за книгу «Jójó»
- 2009 – Исландская литературная премия за книгу «Góði elskhuginn»
- 2005 – Menningarverðlaun DV за книгу  «Sólskinshestur»
- 2005 – Исландская литературная премия за книгу «Sólskinshestur»
- 1999 – Исландская литературная премия за книгу «Hugástir»
- 1997 – Литературная премия Северного совета за книгу «Hjartastaður»
- 1996 – Aristeion verðlaunin за книгу «Hjartastaður»
- 1994 – Menningarverðlaun DV по литературе за книгу «Ástin fiskanna»
- 1990 – Исландская литературная премия за книгу «Síðasta orðið»
- 1988 – Литературная премия Северного совета за книгу «Tímaþjófurinn»